# Illenium
Nicholas D. Miller, znan kot Illenium, je ameriški glasbenik, DJ in producent, najbolj znan po hitu "Takeaway" v sodelovanju s The Chainsmokers .  

## Biografija
Nick Miller se je rodil v Chicagu v Illinoisu, a je odraščal v San Franciscu in se leta 2013 preselil v Denver .   Leta 2008 je začel ustvarjat elektronsko glasbo. Odraščal je v družini, kjer jih je preživljal oče. Z družino so se konstantno selili po Ameriki(Seattle, San Francisco...), pa tudi v Francijo za krajše obdobje. Z glasbo se je začel ukvarjati že v srednji šoli. 3. Avgusta 2018 je javno spregovoril o svoji odvisnosti z opioidi z izdajo pesmi ''Take you down'', kjer je tudi omenil, da je leta 2012 predoziral s heroinom. Trenutno živi v Denverju s svojo partnerico Laro Ashley McWhorter in psičkom Peanutom.

## Kariera

### 2013: ILLENIUM EP
Leta 2013 je Illenium izdal svoj prvi EP . EP je bil izdan 20. maja v Los Angelesu na podlagi založbe Prep School Recordings. 

### 2016:Ashes
Leta 2016 je Illenium predstavil lastno založbo Kasaya Recordings.  15. februarja 2016 je Illenium izdal svoj prvi studijski album Ashes.

### 2017:Awake
Illenium je 21. septembra 2017 izdal svoj drugi studijski album preko Kasaya Recordings in Seeking Blue.  Album je dosegel 106.  mesto na lestvici Billboard 200.  

### 2019:Ascend
31. marca 2019, na Ultra Music Festivalu v Miamiju, je Miller med zaključnim setom predstavil singel "Takeaway" z The Chainsmokers. ''Takeaway'' video je izddal 24. Julija 2019, dobil je kar 6 milijonov ogledov v prvih treh dneh, pesem pa je priplezala tudi med TOP 10 na US iTunes prodajni lestvici. Album Ascend je izdal 16. Avgusta 2019.  
2021: Fallen Embers
Leta 2021 je izdal svoj 4 studijski album Fallen Embers. V tem času tik pred izdajo albuma je naredil največji samostojni edm show vseh časov na stadionu v Las Vegasu imenovan Trilogy, imenovan pa je bil tako, ker je bil koncert sestavljen iz 3 setov vsak posvečen svojemu albumu.   
2023: Istoimenski album - ILLENIUM
Aprila 2023 je Illenium izdal svoj istoimenski album ILLENIUM, ki je bil bolj rock/elektronski. Junija 2023 je v čast novemu albumu neredil še en show Trilogy v domačem mestu Denver, ki je spet presegel vsa pričalovanja. Zaradi velikega zanimanja predvsem v ZDA je svoj tretji Trilogy show priredil leta 2024 v Los Angelesu in to celo 2 noči zapored.  

## Diskografija
Studio albumi
- Ashes (2016)
- Awake (2017)
- Ascend (2019)
- Fallen Embers (2021)
- Illenium (2023)

## Turneja
Illenium je začel svojo prvo turnejo, The Awake Tour, 10. novembra 2017. 